# Чекіджян Оганес Арутюнович
Оганес Арутюнович Чекіджян (*23 грудня 1928, Константинополь, Туреччина) — радянський та вірменський диригент та композитор. Народний артист СРСР (1978).